# Харрис, Джеймс Эдвард, 5-й граф Малмсбери
Джеймс Эдвард Харрис, 5-й граф Малмсбери (англ. James Edward Harris, 5th Earl of Malmesbury; 18 декабря 1872 — 12 июня 1950) — британский пэр и консервативный политик. Он носил титул учтивости — виконт Фицхаррис с 1889 по 1899 год.

## Биография
Родился 18 декабря 1872 года. Старший сын Эдварда Харриса, 4-го графа Малмсбери (1842—1899), и Сильвии Джорджины Стюарт (? — 1934).
19 мая 1899 года после смерти отца Джеймс Эдвард Харрис унаследовал титулы 5-го графа Малмсбери и 5-го барона Малмсбери из Малмсбери, графство Уилтшир.
Помощник личного секретаря заместителя государственного секретаря по делам колоний графа Онслоу в 1901 году и член Совета лондонского графства с 1904 по 1905 год. В 1922—1924 годах он занимал пост лорда в ожидании (правительственный кнут в Палате лордов) при премьер-министрах Бонаре Лоу и Стэнли Болдуине. Затем он вернулся в местную политику, был председателем совета графства Хэмпшир с 1927 по 1937 год и заместителем лейтенанта Хэмпшира.
Он занимал должность офицера милиции в 3-м батальоне Королевского Хэмпширского полка, где 3 мая 1899 года получил звание капитана.

## Семья
27 апреля 1905 года лорд Малмсбери женился на Дороти Гоф-Калторп (5 октября 1885 — 23 января 1972), дочери Огастеса Гоф-Калторпа, 6-го барона Калторпа, и Мод Огасты Луизы Данкомб. У супругов было двое детей:
- Леди Элизабет Харрис (8 января 1906 — 11 декабря 1983), в 1926 году вышла замуж за Джона Фримантла, 4-го барона Коттесло (1900—1994), от брака с которым у неё было двое детей.
- Уильям Джеймс Харрис, 6-й граф Малмсбери (18 ноября 1907 — 11 ноября 2000).

Лорд Малмсбери умер в июне 1950 года в возрасте 77 лет, и ему наследовал графство его единственный сын Уильям.